# Radenice
Radenice település Csehországban, a Žďár nad Sázavou-i járásban. Radenice Bory, Sklené nad Oslavou, Pikárec, Bobrůvka és Jívoví településekkel határos. Lakosainak száma 170 fő (2024. január 1.).

## Népesség
A település lakosságának változását az alábbi diagram mutatja:
| Lakosok száma | 204  | 187  | 186  | 183  | 191  | 154  | 154  | 164  | 173  | 170  |
|               | 1869 | 1900 | 1921 | 1961 | 1980 | 2011 | 2016 | 2019 | 2021 | 2024 |